# Sokół (1909)
Sokół – polski holownik z okresu międzywojennego i II wojny światowej, wybudowany w roku 1909 przez niemiecką stocznię Franz Schenk w Elblągu jako Charlotte, a w 1920 wcielony do Polskiej Marynarki Wojennej. W czasie wojny zdobyty przez Niemcy, służył jako Grabau, a po wojnie nadal służył w Marynarce Wojennej pod nazwami: Majster, BG-3 i H-3.
Po zakupieniu go, holownik ten został przemianowany z „Charlotte” na „Sokół”. W roku 1922 przeniesiony do Gdyni, a 14 lat później przeniesiony na Hel. 1 czerwca 1938 roku uszkodził w kolizji torpedowiec „Kujawiak”. Po zakończeniu kampanii wrześniowej i kapitulacji Gdyni, załoga dokonała jego samozatopienia. Podniesiony z dna przez wojska niemieckie, wszedł w skład Kriegsmarine, gdzie przemianowano go na „Grabau”. Pod koniec wojny w 1945, został trafiony bomba lotniczą i zatonął. W 1946 podniesiony ponownie z dna, służył w Polskiej Marynarce Wojennej do roku 1963. Po wojnie holownik ten kilkakrotnie przechodził zmianę nazwy: „Majster” (1949–52), BG-3 (1952–57) i H-3 (1957).
Pod koniec służył jako barka grzewcza w porcie Świnoujściu, nadal pod oznaczeniem H-3. Został skreślony ze służby 1 kwietnia 1968 roku, po czym kocioł wymontowano, a kadłub złomowano.